# Cryptocarya laotica
Cryptocarya laotica är en lagerväxtart som först beskrevs av François Gagnepain, och fick sitt nu gällande namn av André Joseph Guillaume Henri Kostermans. Cryptocarya laotica ingår i släktet Cryptocarya och familjen lagerväxter. Inga underarter finns listade i Catalogue of Life.